# Carattere diagnostico
In tassonomia, come indica il nome, è l'insieme di qualità o caratteri (usati normalmente per la zoologia) diagnosticati in un determinato gruppo di animali, e che a sua volta non sono condivisi con nessun altro gruppo di organismi.
Esistono due tipi di caratteristiche che sono le caratteristiche generali e le caratteristiche diagnostiche, queste ultime sono quelle che permettono a un tassonomista, per mezzo di una chiave tassonomica appaiata o chiave tassonomica dentata, l'identificazione rapida e sicura di un determinato organismo.

## Esempi di caratterístiche generali
Alcune delle caratteristiche generali dei cordati o Chordata:
- Organismi multicelulari
- Simmetria bilaterale (eccettuati gli urocordati)
- Celoma reale o eucelomati
- Reni metanefritici
- Organismi eterotrofi.

Queste qualità che definiscono i cordati, sono anche condivise con molte altre specie.
Organismi multicellulari: caratteristica che presentano tutte le specie che, evolutivamente, seguono ai poriferi.
Simmetría bilaterale: carattere che appare per la prima volta, con l'origine dei platielminti e che è posseduta da una grande quantità di organismi.
Celoma: cavità interna che possiedono molti organismi in cui si trovano alloggiati gli organi e che, evolutivamente, già si trova negli anellidi o annelida.
Rene metanefritici: tipo di rene che possiedono la maggioranza degli organismi. Altro tipo di reni sono i protonefritici o protonefriti.
La maggioranza degli organismi sono eterotrofi. Questo insieme di caratteristiche sono generali perché, possono essere condivise con altri organismi e non definiscono chiaramente a quale specie ci si sta riferendo, in questo caso, sono condivisi da distinti phylum.

## Esempi di caratterístiche diagnostiche
Le caratteristiche diagnostiche permettono agli zoologi di identificare in modo veloce e affidabile, l'organismo che stanno indagando. Le caratterístiche diagnostiche dei Chordata sono:
- Possiedono notocorde (caratteristica principale, dalla quale proviene il nombre del phylum) (Nei mammiferi, verrebbe ad essere la colonna vertebrale.
- Possiedono un cordone nervoso dorsale, tubulare.
- Fendidure branchiali.
- Coda postanale

Queste caratteristiche sono esclusive, poiché nessun altro organismo di altro phylum possiede queste caratteristiche; questo insieme di caratteristiche si definiscono appunto diagnostici.